# Olympische Winterspiele 2010/Shorttrack – 1000 m (Männer)
Der Wettkampf über 1000 m Shorttrack der Männer bei den Olympischen Winterspielen 2010 wurde am 17. und 20. Februar 2010 im Pacific Coliseum ausgetragen.
Olympiasieger wurde der Südkoreaner Lee Jung-su vor seinem Landsmann Lee Ho-suk und dem US-Amerikaner Apolo Anton Ohno.

## Rekorde

### Bestehende Rekorde
| Weltrekord         | Charles Hamelin | 1:23,454 min | Montreal | 18. Januar 2009  |
| Olympischer Rekord | Ahn Hyun-soo    | 1:26,739 min | Turin    | 18. Februar 2006 |

### Neue Rekorde
| Olympischer Rekord | Sung Si-bak | 1:24,245 min | Vancouver | 17. Februar 2010 |
| Olympischer Rekord | Lee Jung-su | 1:23,747 min | Vancouver | 20. Februar 2010 |

## Ergebnisse
Q – Qualifikation für die nächste Runde
ADV – Advanced
DSQ – Disqualifikation

### Vorläufe
| Rang | Lauf | Athlet             | Land               | Zeit (min) | Anmerkungen |
| ---- | ---- | ------------------ | ------------------ | ---------- | ----------- |
| 1    | 1    | Charles Hamelin    | Kanada             | 1:25,256   | Q           |
| 2    | 1    | Sjinkie Knegt      | Niederlande        | 1:25,449   | Q           |
| 3    | 1    | Jon Eley           | Großbritannien     | 1:25,588   |             |
| 4    | 1    | Ma Yunfeng         | China              | 1:25,814   |             |
| 1    | 2    | François Hamelin   | Kanada             | 1:25,714   | Q           |
| 2    | 2    | Tyson Heung        | Deutschland        | 1:25,938   | Q           |
| 3    | 2    | Viktor Knoch       | Ungarn             | 1:26,279   |             |
| 4    | 2    | Aidar Beqschanow   | Kasachstan         | 1:26,536   |             |
| 1    | 3    | Sung Si-bak        | Südkorea           | 1:24,245   | Q, OR       |
| 2    | 3    | Blake Skjellerup   | Neuseeland         | 1:27,875   | Q           |
| 3    | 3    | Nicola Rodigari    | Italien            | 1:41,117   | ADV         |
| 4    | 3    | Maxime Châtaignier | Frankreich         | —          | DSQ         |
| 1    | 4    | Han Jialiang       | China              | 1:26,479   | Q           |
| 2    | 4    | Nicolas Bean       | Italien            | 1:26,781   | Q           |
| 3    | 4    | Travis Jayner      | Vereinigte Staaten | 1:26,870   |             |
| 4    | 4    | Tom Iveson         | Großbritannien     | 1:27,841   |             |
| 1    | 5    | Yuri Confortola    | Italien            | 1:27,073   | Q           |
| 2    | 5    | Thibaut Fauconnet  | Frankreich         | 1:27,080   | Q           |
| 3    | 5    | Semjon Jelistratow | Russland           | 1:27,254   |             |
| 4    | 5    | Assen Pandow       | Bulgarien          | 1:28,580   |             |
| 1    | 6    | Apolo Anton Ohno   | Vereinigte Staaten | 1:25,940   | Q           |
| 2    | 6    | Liang Wenhao       | China              | 1:26,249   | Q           |
| 3    | 6    | Paul Herrmann      | Deutschland        | 1:26,739   |             |
| 4    | 6    | Ruslan Sacharow    | Russland           | 1:26,883   |             |
| 1    | 7    | Lee Jung-su        | Südkorea           | 1:24,962   | Q           |
| 2    | 7    | John Celski        | Vereinigte Staaten | 1:25,113   | Q           |
| 3    | 7    | Pieter Gysel       | Belgien            | 1:25,613   |             |
| 4    | 7    | Takahiro Fujimoto  | Japan              | 1:26,359   |             |
| 1    | 8    | Lee Ho-suk         | Südkorea           | 1:25,925   | Q           |
| 2    | 8    | Haralds Silovs     | Lettland           | 1:25,951   | Q           |
| 3    | 8    | Yūzō Takamidō      | Japan              | 1:26,074   |             |
| 4    | 8    | Lachlan Hay        | Australien         | 1:26,132   |             |

### Viertelfinale
| Rang | Lauf | Athlet            | Land               | Zeit (min) | Anmerkungen |
| ---- | ---- | ----------------- | ------------------ | ---------- | ----------- |
| 1    | 1    | Charles Hamelin   | Kanada             | 1:25,300   | Q           |
| 2    | 1    | Apolo Anton Ohno  | Vereinigte Staaten | 1:25,502   | Q           |
| 3    | 1    | Nicolas Bean      | Italien            | 1:25,827   |             |
| 4    | 1    | Tyson Heung       | Deutschland        | 1:26,098   |             |
| 1    | 2    | Lee Jung-su       | Südkorea           | 1:25,822   | Q           |
| 2    | 2    | Han Jialiang      | China              | 1:25,856   | Q           |
| 3    | 2    | Sjinkie Knegt     | Niederlande        | 1:26,176   |             |
| 4    | 2    | Thibaut Fauconnet | Frankreich         | 1:26,213   |             |
| 5    | 2    | Nicola Rodigari   | Italien            | —          | DSQ         |
| 1    | 3    | Sung Si-bak       | Südkorea           | 1:24,570   | Q           |
| 2    | 3    | John Celski       | Vereinigte Staaten | 1:24,621   | Q           |
| 3    | 3    | Yuri Confortola   | Italien            | 1:24,788   |             |
| 4    | 3    | Blake Skjellerup  | Neuseeland         | 1:27,374   |             |
| 1    | 4    | Lee Ho-suk        | Südkorea           | 1:24,980   | Q           |
| 2    | 4    | François Hamelin  | Kanada             | 1:25,037   | Q           |
| 3    | 4    | Liang Wenhao      | China              | 1:25,060   |             |
| 4    | 4    | Haralds Silovs    | Lettland           | 1:50,292   |             |

### Halbfinale
QA – Qualifikation für das A-Finale
QB – Qualifikation für das B-Finale
| Rang | Lauf | Athlet           | Land               | Zeit (min) | Anmerkungen |
| ---- | ---- | ---------------- | ------------------ | ---------- | ----------- |
| 1    | 1    | Lee Ho-suk       | Südkorea           | 1:25,347   | QA          |
| 2    | 1    | Lee Jung-su      | Südkorea           | 1:25,560   | QA          |
| 3    | 1    | François Hamelin | Kanada             | 1:45,324   | ADV         |
| 4    | 1    | John Celski      | Vereinigte Staaten | —          | DSQ         |
| 1    | 2    | Apolo Anton Ohno | Vereinigte Staaten | 1:25,033   | QA          |
| 2    | 2    | Charles Hamelin  | Kanada             | 1:25,062   | QA          |
| 3    | 2    | Sung Si-bak      | Südkorea           | 1:25,068   | QB          |
| 4    | 2    | Han Jialiang     | China              | 1:25,462   | QB          |

### B-Finale
| Rang | Athlet       | Land     | Zeit (min) | Anmerkungen |
| ---- | ------------ | -------- | ---------- | ----------- |
| 6    | Han Jialiang | China    | 1:32,023   |             |
| 7    | Sung Si-bak  | Südkorea | —          | DSQ         |

### A-Finale
| Rang | Athlet           | Land               | Zeit (min) | Anmerkungen |
| ---- | ---------------- | ------------------ | ---------- | ----------- |
| 1    | Lee Jung-su      | Südkorea           | 1:23,747   | OR          |
| 2    | Lee Ho-suk       | Südkorea           | 1:23,801   |             |
| 3    | Apolo Anton Ohno | Vereinigte Staaten | 1:24,128   |             |
| 4    | Charles Hamelin  | Kanada             | 1:24,329   |             |
| 5    | François Hamelin | Kanada             | 1:25,206   |             |